# Windrose (Meteorologie)

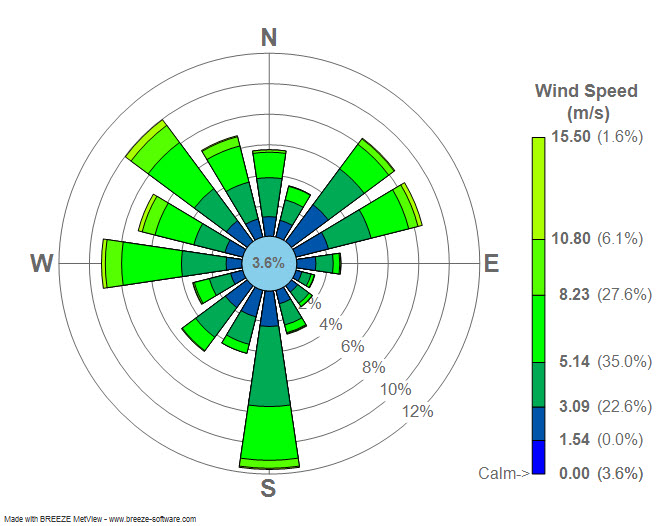
Windrosen-Diagramm für den Flughafen New York-LaGuardia (LGA) 2008

Die Windrose ist eine besondere Form eines Achsendiagramms zur Darstellung meteorologischer Winddaten.

## Geschichte

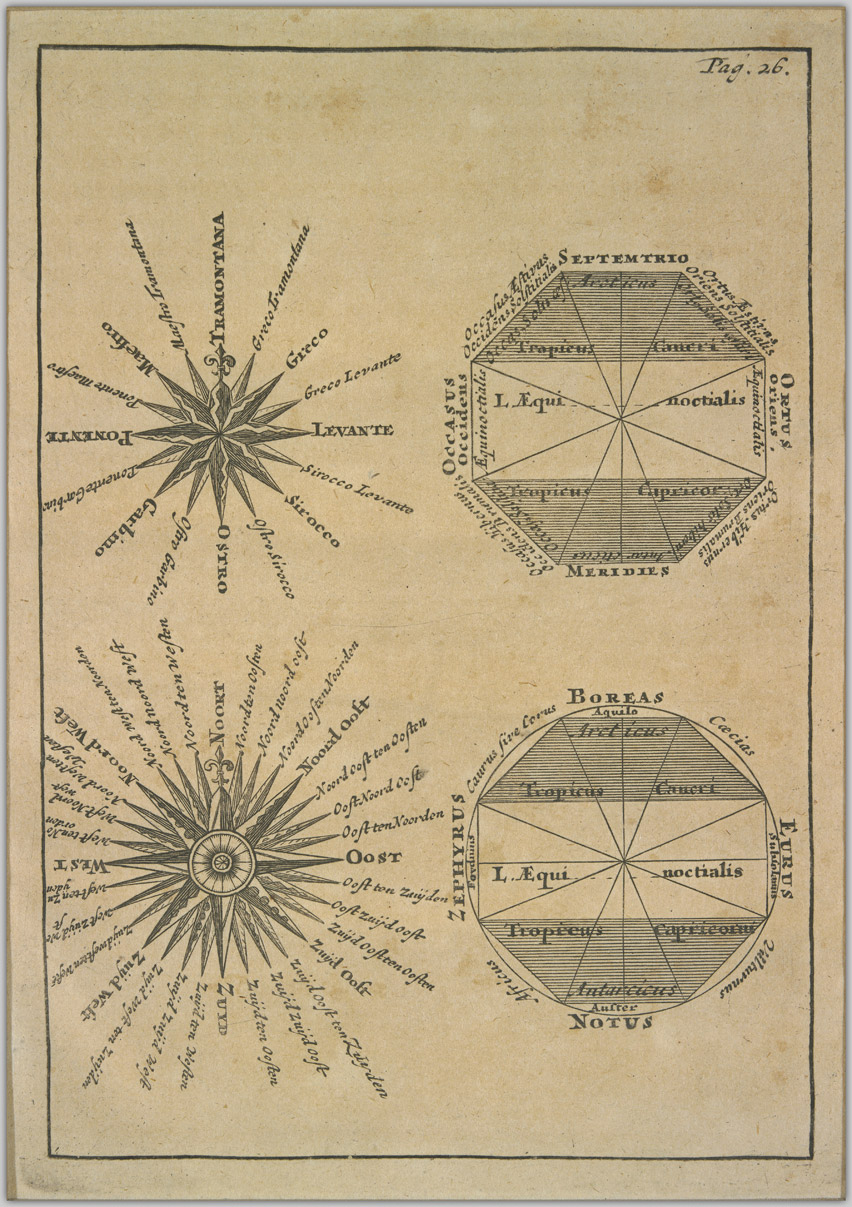
Eine frühneuzeitliche Windrose

Schon in der Antike wurden Windrosen für meteorologische Zwecke konzipiert – damalige Windrosen stellten Windrichtungen dar. Im späten Mittelalter entstand die moderne Windrose, die auf Karten Himmelsrichtungen anzeigt und als Bestandteil von Kompassen der Navigation dient.
Die heute in der Meteorologie verwendeten Windrosen knüpfen an die antiken Windrosen an, indem sie Windrichtungen und zugleich Windstärken darstellen.

## Teilung
Windrosen sind meistens in 16 Himmelsrichtungen, also Nord (N), NNO, NO usw. unterteilt, aber die Teilung kann auch für bis zu 32 Richtungen gewählt sein.
In Bezug auf die Winkelmessung in Grad entspricht Nord = 0° bzw. 360°, Ost = 90°, Süd = 180° und West = 270°.

## Verwendung
Zur grafischen Darstellung von Wind, zusammen mit Richtung und Geschwindigkeit an einem Ort, verwenden Meteorologen ein Polarkoordinatensystem, in das sie diese Daten eintragen. Wenn dieses komplexe Abbildungsverfahren auch kaum noch Ähnlichkeit mit der Windrose der Seefahrer besitzt, so hat sich doch der Name erhalten.
Mithilfe des Polargitters kann im Windrosen-Diagramm die Windsituation über einen langen Zeitraum anhand der Windrichtung abgebildet werden. Zusätzlich wird die Windstärke durch unterschiedliche Farben sowie die Häufigkeit des Auftretens mit entsprechender Segmentlänge gekennzeichnet.
Die Erstellung einer Windrose ist bei der Konstruktion von Start- und Landebahnen einer der vorbereitenden Schritte, da Flugzeuge die besten Start- und Landebedingungen üblicherweise gegen den Wind vorfinden.
Nach demselben Schema können Diagramme auch für andere klimatisch relevante Größen wie Druck, Temperatur oder Niederschlag erstellt werden, um kurzfristige Wettervorhersagen, Langzeitprognosen und Analysen wechselseitiger Abhängigkeiten zu ermöglichen.